# Bertrand Dorny
Bertrand Dorny, né le 2 juillet 1931 à Paris où il est mort le 19 juin 2015, est un graveur et peintre français.

## Biographie
Bertrand Dorny naît à Paris le 2 juillet 1931.
Peintre à ses débuts, Bertrand Dorny s’initie à la gravure dans l'atelier de Johnny Friedlander, aux côtés de sa future épouse Anne Walker. Cette discipline devient le moyen privilégié de son expression et, par la suite, la base de ses recherches. L’œuvre gravé de Dorny comprend environ 650 planches. Un premier catalogue raisonné de son œuvre gravé de 1967 à 1980 a été publié en 1981 par les éditions Sources, à Paris, avec un texte de présentation de Bernard Gheerbrant.
Partant de ses expériences de la gravure, Dorny, particulièrement attiré par les matériaux pauvres — bois flottés, carton, papiers usagés ou rejetés, etc. — a réalisé des collages, papiers pliés, « topomorphoses » (bois-reliefs), et de très grands panneaux de bois flottés assemblés. Ses papiers collés ont inspiré à Bernard Noël Le Roman de papier, livre d’art paru aux éditions Ubacs, en 1989.
Après avoir été professeur de dessin à l’Académie de la Grande Chaumière, Dorny a enseigné la gravure à l’École nationale supérieure des beaux-arts de Paris, de 1975 à 1979. Il a été membre de la Société des peintres-graveurs français et sociétaire de la Jeune Gravure contemporaine.
Après avoir mis fin à son activité de graveur, en 1991, il a poursuivi ses collages, par séries thématiques (Vitrines, Le Musée manipulé, Architectures) et réalisé de nombreux livres, avec des écrivains ou des poètes contemporains, parmi lesquels Michel Butor, Bernard Noël, ou encore Michel Deguy.
Bertrand Dorny meurt à Paris le 19 juin 2015.

## Élèves
- Elisabeth Delesalle.
- Alain Delpech.